# Cryptoperla kawasawai
Cryptoperla kawasawai är en bäcksländeart som beskrevs av Maruyama 2002. Cryptoperla kawasawai ingår i släktet Cryptoperla och familjen Peltoperlidae. Inga underarter finns listade i Catalogue of Life.